# Lamina parana
Lamina parana là một loài nhện trong họ Toxopidae.
Loài này thuộc chi Lamina. Lamina parana được miêu tả năm 1970 bởi Raymond Robert Forster.